# ثلاثية سالترتون
ثلاثية سالترتون (بالإنجليزية: Salterton Trilogy)‏ هي سلسلة روايات للمؤلف الكندي روبرتسون ديفيز.
وتتكون من ثلاث روايات:
- العاصفة توست – 1951
- خميرة الحقد – 1954
- مزيج الهشاشة – 1958

ونشرت الروايات الثلاث في كتاب واحد «ثلاثية سالترتون» في عام 1986. وتدور الثلاثية حول سكان مدينة خيالية اسمها سالترتون في أونتاريو.
ومنح المؤلف جائزة ستيفن ليكوك للفكاهة في عام 1955 عن رواية «خميرة الحقد».